# انتخابات ریاست‌جمهوری سوریه (۱۹۹۹)
انتخابات ریاست‌جمهوری سوریه با داشتن تنها یک کاندیدا به نام ژنرال حافظ اسد در ۱۰ فوریه ۱۹۹۹ برگزار شد. مردم سوریه تحت فشار ارتش، مجبور بودند در انتخابات شرکت کنند و به همان تنهاترین کاندیدای انتخابات رای دهند. هر رای دیگری، رای باطله محسوب می‌شد. نهایتاً اعلام شد که ۱۰۰ درصد آرا به نام حافظ اسد در صندوق‌ها ریخته شده است. منتقدان حزب بعث سوریه، این نوع انتخابات‌ها را فرمایشی و تحت فشار ارتش می‌دانستند، اما حزب بعث سوریه، مدعیِ آزادی و سلامت کامل انتخابات بود درحالی‌که به جز حزب بعث، هیچ حزب دیگری حق شرکت در را انتخابات نداشت.

## نتایج
حافظ اسد، تنها کاندیدای این انتخابات بود و هرچیز دیگری غیر از نام او اگر در برگه‌های رای نوشته می‌شد، رایِ باطله محسوب بود و هیچ‌گونه اعتباری نداشت. نهایتاً اعلام شد که ۱۰۰ درصد آرا به نام حافظ اسد در صندوق‌ها ریخته شده و تعداد آرای باطله (یعنی هر رایی که نام اسد روی آن نبوده)، کم‌تر از ۰٫۰۱ درصد بود و اساساً به چشم نمی‌آمد. این انتخابات تحت فشار نیروهای مسلح عربی سوریه برگزار شد. منتقدان برگزاری، این نوع انتخابات را برآیند نظام تک‌حزبی و دیکتاتوری نظامی حزب بعث سوریه می‌دانستند.